# Spaniens Grand Prix 2012
Spaniens Grand Prix 2012, officiellt Formula 1 Gran Premio de España Santander 2012, var en Formel 1-tävling som hölls den 13 maj 2012 på Circuit de Catalunya i Katalonien, Spanien. Det var den femte tävlingen av Formel 1-säsongen 2012 och kördes över 66 varv. Vinnare av loppet blev Pastor Maldonado för Williams, tvåa blev Fernando Alonso för Ferrari och trea blev Kimi Räikkönen för Lotus.

## Kvalet
| KR. | Nr | Förare             | Konstruktör          | Q1       | Q2       | Q3         | Grid |
| --- | -- | ------------------ | -------------------- | -------- | -------- | ---------- | ---- |
| DSQ | 4  | Lewis Hamilton     | McLaren-Mercedes     | 1.22,583 | 1.22,465 | 1.21,707   | 241  |
| 1   | 18 | Pastor Maldonado   | Williams-Renault     | 1.23,380 | 1.22,105 | 1.22,285   | 1    |
| 2   | 5  | Fernando Alonso    | Ferrari              | 1.23,276 | 1.22,862 | 1.22,302   | 2    |
| 3   | 10 | Romain Grosjean    | Lotus-Renault        | 1.23,248 | 1.22,667 | 1.22,424   | 3    |
| 4   | 9  | Kimi Räikkönen     | Lotus-Renault        | 1.23,406 | 1.22,856 | 1.22,487   | 4    |
| 5   | 15 | Sergio Pérez       | Sauber-Ferrari       | 1.24,261 | 1.22,773 | 1.22,533   | 5    |
| 6   | 8  | Nico Rosberg       | Mercedes             | 1.23,370 | 1.22,882 | 1.23,005   | 6    |
| 7   | 1  | Sebastian Vettel   | Red Bull-Renault     | 1.23,850 | 1.22,884 | Ingen tid2 | 7    |
| 8   | 7  | Michael Schumacher | Mercedes             | 1.23,757 | 1.22,904 | Ingen tid2 | 8    |
| 9   | 14 | Kamui Kobayashi    | Sauber-Ferrari       | 1.23,386 | 1.22,897 | Ingen tid3 | 9    |
| 10  | 3  | Jenson Button      | McLaren-Mercedes     | 1.23,510 | 1.22,944 |            | 10   |
| 11  | 2  | Mark Webber        | Red Bull-Renault     | 1.23,592 | 1.22,977 |            | 11   |
| 12  | 11 | Paul di Resta      | Force India-Mercedes | 1.23,852 | 1.23,125 |            | 12   |
| 13  | 12 | Nico Hülkenberg    | Force India-Mercedes | 1.23,720 | 1.23,177 |            | 13   |
| 14  | 17 | Jean-Éric Vergne   | Toro Rosso-Ferrari   | 1.24,362 | 1.23,265 |            | 14   |
| 15  | 16 | Daniel Ricciardo   | Toro Rosso-Ferrari   | 1.23,906 | 1.23,442 |            | 15   |
| 16  | 6  | Felipe Massa       | Ferrari              | 1.23,886 | 1.23,444 |            | 16   |
| 17  | 19 | Bruno Senna        | Williams-Renault     | 1.24,981 |          |            | 17   |
| 18  | 21 | Vitalij Petrov     | Caterham-Renault     | 1.25,277 |          |            | 18   |
| 19  | 20 | Heikki Kovalainen  | Caterham-Renault     | 1.25,507 |          |            | 19   |
| 20  | 25 | Charles Pic        | Marussia-Cosworth    | 1.26,582 |          |            | 20   |
| 21  | 24 | Timo Glock         | Marussia-Cosworth    | 1.27,032 |          |            | 21   |
| 22  | 22 | Pedro de la Rosa   | HRT-Cosworth         | 1.27,555 |          |            | 22   |
| —   | 23 | Narain Karthikeyan | HRT-Cosworth         | 1.31,122 |          |            | 23   |

| Vidare från första kvalrundan ▬▬ Vidare från andra kvalrundan ▬▬ |

Noteringar:
- ^1  — Lewis Hamilton diskvalificerades från kvalet eftersom han inte hade tillräckligt mycket bränsle kvar till ett bränsleprov. Han fick därför starta i slutet av startgriden.[1]
- ^2  — Michael Schumacher och Sebastian Vettel satte inga varvtider i den tredje kvalomgången, men eftersom de hade kört ut på banan fick de starta före Kobayashi.
- ^3  — Kamui Kobayashi satte ingen varvtid i den tredje kvalomgången eftersom han drabbats av en hydraulikläcka.[2]
- ^4  — Narain Karthikeyan misslyckades att nå gränsen på 107 procent av det snabbaste varvet i Q1. Han fick starta i loppet då han fått dispens från domarna.[3]

## Loppet
| Pos. | Nr | Förare             | Konstruktör          | Varv | Tid          | Grid | P  |
| ---- | -- | ------------------ | -------------------- | ---- | ------------ | ---- | -- |
| 1    | 18 | Pastor Maldonado   | Williams-Renault     | 66   | 1:39.09,145  | 1    | 25 |
| 2    | 5  | Fernando Alonso    | Ferrari              | 66   | +3,195       | 2    | 18 |
| 3    | 9  | Kimi Räikkönen     | Lotus-Renault        | 66   | +3,884       | 4    | 15 |
| 4    | 10 | Romain Grosjean    | Lotus-Renault        | 66   | +14,799      | 3    | 12 |
| 5    | 14 | Kamui Kobayashi    | Sauber-Ferrari       | 66   | +1.04,641    | 9    | 10 |
| 6    | 1  | Sebastian Vettel   | Red Bull-Renault     | 66   | +1.07,576    | 7    | 8  |
| 7    | 8  | Nico Rosberg       | Mercedes             | 66   | +1.17,919    | 6    | 6  |
| 8    | 4  | Lewis Hamilton     | McLaren-Mercedes     | 66   | +1.18,140    | 24   | 4  |
| 9    | 3  | Jenson Button      | McLaren-Mercedes     | 66   | +1.25,246    | 10   | 2  |
| 10   | 12 | Nico Hülkenberg    | Force India-Mercedes | 65   | +1 varv      | 13   | 1  |
| 11   | 2  | Mark Webber        | Red Bull-Renault     | 65   | +1 varv      | 11   |    |
| 12   | 17 | Jean-Éric Vergne   | Toro Rosso-Ferrari   | 65   | +1 varv      | 14   |    |
| 13   | 16 | Daniel Ricciardo   | Toro Rosso-Ferrari   | 65   | +1 varv      | 15   |    |
| 14   | 11 | Paul di Resta      | Force India-Mercedes | 65   | +1 varv      | 12   |    |
| 15   | 6  | Felipe Massa       | Ferrari              | 65   | +1 varv      | 16   |    |
| 16   | 20 | Heikki Kovalainen  | Caterham-Renault     | 65   | +1 varv      | 19   |    |
| 17   | 21 | Vitalij Petrov     | Caterham-Renault     | 65   | +1 varv      | 18   |    |
| 18   | 24 | Timo Glock         | Marussia-Cosworth    | 64   | +2 varv      | 21   |    |
| 19   | 22 | Pedro de la Rosa   | HRT-Cosworth         | 63   | +3 varv      | 22   |    |
| Ret  | 15 | Sergio Pérez       | Sauber-Ferrari       | 37   | Transmission | 5    |    |
| Ret  | 25 | Charles Pic        | Marussia-Cosworth    | 35   | Halvaxel     | 20   |    |
| Ret  | 23 | Narain Karthikeyan | HRT-Cosworth         | 22   | Hjul         | 23   |    |
| Ret  | 19 | Bruno Senna        | Williams-Renault     | 12   | Kollision    | 17   |    |
| Ret  | 7  | Michael Schumacher | Mercedes             | 12   | Kollision    | 8    |    |

| Förare och stall som tog poäng ▬▬ |

## Ställning efter loppet
|     | Pos. | Förare           | Poäng |
| --- | ---- | ---------------- | ----- |
| ▬   | 1    | Sebastian Vettel | 61    |
| ▲ 3 | 2    | Fernando Alonso  | 61    |
| ▼ 1 | 3    | Lewis Hamilton   | 53    |
| ▲ 3 | 4    | Kimi Räikkönen   | 49    |
| ▼ 2 | 5    | Mark Webber      | 48    |

|   | Pos. | Konstruktör      | Poäng |
| - | ---- | ---------------- | ----- |
| ▬ | 1    | Red Bull-Renault | 109   |
| ▬ | 2    | McLaren-Mercedes | 98    |
| ▬ | 3    | Lotus-Renault    | 84    |
| ▬ | 4    | Ferrari          | 63    |
| ▬ | 5    | Mercedes         | 43    |

- Notering: Endast de fem bästa placeringarna i vardera mästerskap finns med på listorna.